# Bîkove, Krînîcikî
Bîkove (în ucraineană Бикове) este localitatea de reședință a comunei Bîkove din raionul Krînîcikî, regiunea Dnipropetrovsk, Ucraina.

## Demografie
Componența lingvistică a localității Bîkove
     Ucraineană (89,22%)
     Rusă (7,82%)
     Belarusă (1,62%)
     Română (1,08%)
Conform recensământului din 2001, majoritatea populației localității Bîkove era vorbitoare de ucraineană (89,22%), existând în minoritate și vorbitori de rusă (7,82%), belarusă (1,62%) și română (1,08%).